# DDR-Eishockeymeisterschaft 1954/55
Die DDR-Eishockeymeisterschaft 1954/55 stand ganz im Zeichen der Sportclub-Gründungen, deren Eishockey-Sektionen den Großteil der bis dato leistungsstärksten BSG-Teams übernahmen. Von den in der Vorsaison ermittelten Aufsteigern durfte die BSG Chemie Granschütz ihren Platz in der Oberliga laut Verbandsbeschluss nicht wahrnehmen, sondern hatte sich als amtierender DDR-Meister im Rollhockey auf letztere Sportart zu konzentrieren.

## Meistermannschaft
| SG Dynamo Weißwasser | Günther Katzur, Hans Mack – Wolfgang Blümel, Manfred Buder, Joachim Franke, Hans Frenzel, Willi Herrmann, Heinz Lachmann, Paul Mann, Wolfgang Nickel, Günter Schischefski, Kurt Stürmer, Herbert Tschätsch |

## Oberliga
| Pl. | Verein                     | Sp. | S  | U | N  | Tore    | Punkte |
| --- | -------------------------- | --- | -- | - | -- | ------- | ------ |
| 1.  | SG Dynamo Weißwasser (M)   | 12  | 12 | – | –  | 180:010 | 24:0   |
| 2.  | SC Wismut Karl-Marx-Stadt1 | 12  | 9  | – | 3  | 102:038 | 18:06  |
| 3.  | SC Einheit Berlin2         | 12  | 6  | 1 | 5  | 057:063 | 13:11  |
| 4.  | HSG Wissenschaft HU Berlin | 12  | 5  | – | 7  | 037:087 | 10:14  |
| 5.  | BSG Turbine Crimmitschau   | 12  | 4  | 1 | 7  | 036:071 | 09:15  |
| 6.  | SC Motor Berlin3           | 12  | 4  | – | 8  | 049:081 | 08:16  |
| 7.  | BSG Wismut Zwickau (N)     | 12  | 1  | – | 11 | 025:136 | 02:22  |

(M) Titelverteidiger

(N) Neuling

## Liga

### Staffel A
| Pl. | Verein                        | Sp. | S | U | N | Tore  | Punkte |
| --- | ----------------------------- | --- | - | - | - | ----- | ------ |
| 1.  | SC Dynamo Berlin (N)          | 8   | 8 | – | – | 84:12 | 16:0   |
| 2.  | BSG Aufbau Schönheide         | 8   | 4 | 1 | 3 | 32:37 | 09:07  |
| 3.  | SC Traktor Oberwiesenthal (N) | 8   | 3 | 2 | 3 | 32:53 | 08:08  |
| 4.  | HSG Wissenschaft TH Dresden4  | 8   | 1 | 2 | 5 | 17:47 | 04:12  |
| 5.  | BSG Lok Zittau                | 8   | 1 | 1 | 6 | 23:39 | 03:13  |

### Staffel B
| Pl. | Verein                    | Sp. | S | U | N | Tore  | Punkte |
| --- | ------------------------- | --- | - | - | - | ----- | ------ |
| 1.  | ESG Wissenschaft Leipzig5 | 7   | 6 | – | 1 | 36:15 | 12:02  |
| 2.  | SG Dynamo Rostock6 (N)    | 2   | 1 | – | 1 | 08:10 | 02:02  |
| 3.  | BSG Einheit Oberhof7      | 4   | 1 | – | 3 | 14:16 | 02:06  |
| 4.  | BSG Einheit Schierke      | 5   | – | – | 5 | 00:29 | 00:10  |
| 5.  | BSG Motor Zwickau         | 4   | 3 | – | 1 | 24:20 | 06:02  |

Die Mannschaft der BSG Motor Zwickau wurde nach vier Spielen zurückgezogen und unabhängig vom sportlichen Ergebnis auf den letzten Platz gesetzt. Sämtliche in Rostock angesetzten Spiele wurden ersatzlos gestrichen, da die dortige Kunsteisbahn nicht rechtzeitig fertig geworden war.
(N) Neuling

## Aufstiegsrunde zur Liga 1955/56
Für die Liga-Aufstiegsrunde waren die 15 Bezirksmeister der DDR teilnahmeberechtigt, jedoch wurden nicht in allen Bezirken Meisterschaften ausgetragen bzw. hatten zahlreiche Teams zu spät gemeldet.
|                                              | Ergebnis |                                      |
| -------------------------------------------- | -------- | ------------------------------------ |
| BSG Wismut Eibenstock (Bez. Karl-Marx-Stadt) | 8:0      | BSG Fortschritt Apolda (Bez. Erfurt) |

Als zweite Mannschaft setzte sich der Vertreter des Bezirks Dresden, SG Geising, durch. Diese Ergebnisse wurden jedoch schon bald hinfällig, nachdem zur nächsten Saison eine grundlegende Neustrukturierung im Ligensystem durchgeführt wurde. Sämtliche interessierten Bezirksmeister bzw. übrigen -vertreter bekamen daraufhin einen Platz in einer neugeschaffenen dritten Spielklasse (2. Liga) zugewiesen. Neben den beiden aufgeführten Teams betraf dies folgende Mannschaften:
- BSG Fortschritt Apolda (Bez. Erfurt)
- BSG Stahl Stalinstadt (Bez. Frankfurt (Oder))
- BSG Lokomotive Meiningen (Bez. Suhl)
- BSG Motor Fermersleben (Bez. Magdeburg)
- BSG Chemie Weißwasser (Bez. Cottbus)
- BSG Motor Hennigsdorf (Bez. Potsdam)
- HSG Wissenschaft DHfK Leipzig (Bez. Leipzig)
- BSG Motor Treptow (Berlin)
- BSG Einheit Mitte Halle (Bez. Halle)
- BSG Wismut Wilkau-Haßlau (Bez. Karl-Marx-Stadt)
- BSG Einheit Dresden Süd (Bez. Dresden)

## Namensänderungen
1Der SC Wismut Karl-Marx-Stadt startete in der Vorsaison unter dem Namen BSG Wismut Frankenhausen.

2Der SC Einheit Berlin startete in der Vorsaison unter dem Namen BSG Einheit Berliner Bär.

3Der SC Motor Berlin startete in der Vorsaison unter dem Namen BSG Motor Treptow.

4Die HSG Wissenschaft TH Dresden startete in der Vorsaison unter dem Namen BSG Einheit Dresden Süd.

5Die ESG Wissenschaft Leipzig wurde neugegründet und nahm den Platz der aufgelösten BSG Aufbau Südwest Leipzig ein.

6Die SG Dynamo Rostock startete in der Vorsaison unter dem Namen BSG Motor.

7Die BSG Einheit Oberhof startete in der Vorsaison unter dem Namen BSG Motor Erfurt.